# إف سي هاليفاكس تاون
نادي إف سي هاليفاكس تاون (بالإنجليزية: FC Halifax Town) هو نادي كرة قدم احترافي يتمتع بالعضوية يقع في هاليفاكس بمقاطعة ويست يوركشير في إنجلترا. يشارك الفريق حاليا في الدوري الوطني، وهو الدرجة الخامسة من الدوري الإنجليزي لكرة القدم، ويخوض المباريات على ملعب الشاي. استبدل النادي نادي هاليفاكس تاون إيه إف سي الذي دخل في إدارة مالية في موسم 2007-2008.

## التاريخ

### التأسيس
تعرض نادي هاليفاكس تاون إيه إف سي لديون ضخمة بسبب الضرائب وذلك بعد ما يقارب من 100 عامًا من النشاط في كرة القدم. في مايو 2008، تم الكشف عن أن هاليفاكس يدين بأكثر من 814،000 جنيه إسترليني لإدارة الضرائب والجمارك. في الأصل، كان من المعتقد أن النادي يدين للخزينة بحوالي 500،000 جنيه إسترليني، مما كان قد يترك مجالًا للتفاوض. في اجتماع للجمعية العامة للاتحاد الإنجليزي لكرة القدم، والذي ناقش تكوين هرم الدوري لموسم 2008-2009، تم الاتفاق على وضع نادي إف سي هاليفاكس تاون في الدوري الشمالي للدرجة الأولى (وهو الدرجة الثامنة من الدوري الإنجليزي لكرة القدم) على الرغم من الطعون المتعددة.

### الدوري الشمالي الممتاز (2008-2011)
أول مباراة للفريق تحت الاسم الجديد إف سي هاليفاكس تاون كانت مباراة ودية خسرها الفريق أمام تاموورث في 19 يوليو 2008. أما أول مباراة رسمية لهم فكانت خسارة 3-0 أمام بامبر بريدج. كانت أول موسم لإف سي هاليفاكس مليئًا بعدم الاستقرار، حيث احتلوا المركز الثامن خارج الأماكن المؤهلة للعب في المراحل الإضافية.
في أبريل 2009، تم تعيين نيل أسبين مدربًا جديدًا، والذي ثبت أنه تعيين ممتاز. كان الموسم الأول للفريق تحت قيادته ناجحًا، إذ فازوا بالدوري برصيد 100 نقطة (مسجلين 108 أهداف في العملية). وصل هاليفاكس إلى الدور الرابع من التصفيات المؤهلة لكأس الاتحاد الإنجليزي لكرة القدم في تلك السنة، لكنهم خسروا في النهاية أمام ريكسهام أمام حضور قياسي بلغ 2،843 مشجعًا. تم تأكيد الفوز باللقب بعد تعادلهم 2-2 في المنزل مع كليثيرو.
بدأ هاليفاكس موسم 2010-2011 في الدوري الشمالي للدرجة الأولى (الدرجة السابعة من الدوري الإنجليزي لكرة القدم). ساعد اللاعب الجديد جيمي فاردي (الذي لعب لاحقًا في ليستر سيتي والمنتخب الإنجليزي) في قيادة هاليفاكس إلى التأهل المتتالي للصعود إلى الدرجة الثانية بعد أن تصدر قائمة هدافي الدوري برصيد 22 هدفًا. خسر هاليفاكس مرة أخرى في الدور الرابع من التصفيات المؤهلة لكأس الاتحاد الإنجليزي لكرة القدم أمام فريق من الدرجة الخامسة، وهذه المرة كانت هزيمة ضيقة أمام فريق مانسفيلد تاون. في اليوم الأول من يناير 2011، فاز الفريق على إف سي يونايتد مانشستر بنتيجة 4-1 في ملعب الشاي، والذي جذب حضورًا بلغ 4،023 مشجعًا، وهو الحضور الذي كان يحمل حينها الرقم القياسي للحضور في الدوري الشمالي للدرجة الأولى. في النهاية، فاز الفريق باللقب بعد فوزهم 2-0 في مباراتهم ضد إتحاد ريتفورد.

### سنوات اللعب في الدوري الوطني الشمالي (2011-2013)
خلال فترة الإعداد للموسم، وقع المهاجم النجم جيمي فاردي لصالح فليتوود تاون. تم استبدال فاردي كمهاجم رئيسي لهاليفاكس باللاعب لي جريغوري (الذي لاحقًا لعب لفرق ميلوول وستوك سيتي في الدرجة الثانية). بدأ هاليفاكس ببطء في موسمهم الأول على الإطلاق في الدرجة السادسة. ولأول مرة على الإطلاق، تأهل هاليفاكس الدور الأول من كأس الاتحاد الإنجليزي: حيث لعبوا مباراة متلفزة في المنزل ضد زعيم دوري الدرجة الأولى شارلتون أثلتيك. وكانت النتيجة خسارة 4-0 أمام 4،601 مشجع. ارتفعت الفرقة من المركز الـ 13 في بداية المباراة إلى المركز الثالث بنهاية الموسم. خسر هاليفاكس في المراحل الإضافية أمام غينزبرو ترينيتي (بمجموع 3-2).
كان موسم 2012-2013 هو الموسم الثاني على التوالي للنادي في الدرجة السادسة. تميز الموسم بالنجاح في الكؤوس والصعود مرة أخرى. في كأس الاتحاد الإنجليزي، وصل هاليفاكس إلى المرحلة التمهيدية الرابعة للبطولة، حيث تعادل مع فريق لينكولن سيتي الذي يلعب في الدوري الوطني الممتاز. في كأس الثقة، وصل هاليفاكس إلى دور الثمانية من البطولة، وخسر في النهاية أمام فريق درتفورد الذي يلعب في الدرجة الخامسة. بسبب النجاح في الكؤوس وتأجيل المباريات بسبب سوء الأحوال الجوية، تسبب هذا في تراكم كبير للمباريات. في فبراير، كان لدى هاليفاكس عشر مباريات مؤجلة مقارنة بفرق معينة. لقد كانت لدى هاليفاكس فترة صعبة في نهاية الموسم (على الرغم من لعب 12 مباراة في 27 يومًا)، ووصلوا إلى المراحل الإضافية في المركز الخامس. في نصف نهائي المراحل الإضافية، فاز هاليفاكس 3-1 (بمجموع) ضد فريق غويزلي المحلي. وفازوا في المباراة النهائية للمراحل الإضافية 1-0 ضد فريق براكلي تاون بتسجيل لي جريغوري هدفًا وحيدًا.

## وصلات خارجية
لا توجد روابط لمواقع التواصل الاجتماعي.

- الموقع الرسمي
- النادي في موقع جي إس آي.
- النادي في موقع شايمن أونلاين.